# Sol plastique
Un sol plastique (ou revêtement de sol PVC ou vinyle) est un revêtement de sol technique qui répond à différentes contraintes : résistance au trafic, aux rayures et aux taches, usure à la marche, poinçonnement et tenue à l'eau et aux produits chimiques.

## Formulation
Les revêtements de sol PVC sont composés de :
- résine PVC issue à 57 % du sel et à 43 % de dérivés du pétrole ;
- plastifiants pour lui donner de la souplesse ;
- stabilisants pour améliorer les performances UV ;
- pigments pour assurer la coloration ;
- encres pour l’impression ;
- charges pour améliorer certaines qualités techniques comme la résistance aux frottements ;
- armature (voile et/ou grille de verre) pour garantir la stabilité dimensionnelle ;
- couche de vernis en polyuréthane pour la résistance à l'usure, la conservation du décor et la facilité d’entretien ;
- sous-couche en mousse pour l’efficacité acoustique.

La part de ces composants varie en fonction des différents formats : rouleaux, dalles et lames.

## Typologies
Il existe quatre grandes familles de revêtements de sol en PVC :
- les compacts homogènes qui sont composés d’une seule couche ;
- les compacts hétérogènes qui sont composés de plusieurs couches de formulation différentes et qui peuvent être renforcés par une armature (grille ou voile de verre) ;
- les hétérogènes acoustiques qui sont multicouches, le plus souvent renforcés par une armature et avec une sous-couche. Trois catégories de sous-couches existent : VSM (Vinyle Sur Mousse), VER (Vinyle  Expansé à Relief) et VSL (Vinyle Sur Liège) ;
- les sols PVC spéciaux comme les sols PVC électro-conducteurs et dissipateurs, antidérapants et semi-flexibles.

D’une manière générale, les revêtements de sol PVC hétérogènes se décomposent en cinq couches :
- le traitement de surface qui protège le revêtement des rayures et fait barrière à l’encrassement et aux bactéries ;
- la couche d’usure qui renforce la résistance à l’usage dans le temps ;
- l’épaisseur, qui varie en fonction des usages et des besoins, et favorise l’isolation acoustique, la sonorité à la marche et le confort à la marche ;
- la mousse décor ou la couche imprimée du revêtement qui permet d’obtenir des décors multiples et variés.

## Procédés de fabrication
Il existe trois techniques de fabrication : le calandrage, l’enduction et le pressage. Les deux premières techniques sont les plus utilisées.

## Mise en œuvre
Pour poser le revêtement de sol PVC dans les règles de l’art, il est nécessaire de maîtriser les techniques de préparation des supports ou les techniques particulières de pose, comme celle du concept douche, la pose sur escaliers ou encore les poses conductrices et dissipatrices et de se conformer à la norme de mise en œuvre des revêtements de sols PVC collés : NF DTU 53.12 - Décembre 2020. La pose de revêtements de sol PVC requiert la maîtrise de techniques reconnues. C’est un travail de précision qui demande de solides connaissances théoriques et pratiques qui s’acquièrent lors de formations au métier de solier.

## Usages
On retrouve les sols PVC dans les établissements de  santé (hôpitaux, cliniques, maisons de retraites), l’enseignement (crèches, lycées, universités), l’industrie, le tertiaire (bureaux et locaux commerciaux, pièces techniques) et l'hôtellerie. Mais aussi dans l’habitat social et privé ou les transports. Il est aussi adapté pour certains sols sportifs.

## Classement et certifications UPEC
Les revêtements de sol PVC doivent répondre à des niveaux de performance spécifiques définis en fonction du type de local. Ceux-ci sont répertoriés dans le classement UPEC des locaux. Ce classement indique le niveau de résistance à atteindre en matière d’usure à la marche (U), de poinçonnement dû au mobilier fixe ou roulant ou à la chute d’objet (P), de tenue à l’eau ou à l’humidité (E) et aux produits chimiques ou tachants (C). Les  marques de certification QB UPEC et QB UPEC.A+ garantissent les propriétés UPEC des produits.
Les revêtements de sol PVC peuvent répondre aux classements allant de U2sP2E2C2 à U4P3E2/3C2.

## Émissions de composés organiques volatils
Comme tous les produits de construction et de décoration intérieure, les revêtements de sol PVC sont soumis à la réglementation française qui impose l'affichage des émissions en polluants volatils, sur une échelle allant de A+ à C., Pour s’assurer d’avoir les produits les moins émissifs, il faut choisir en priorité les produits classés A+, la meilleure classe d’émission (1 000 µg/m3). A aujourd’hui, les revêtements de sol PVC des fabricants européens sont tous classés A+ et sont même largement en-dessous des exigences réglementaires avec des émissions inférieures à 250 µg/m3. Certains d’entre eux, ont même des émissions quasi-indétectables inférieures à 10 µg/m3.

## Phtalates
Les phtalates sont des plastifiants qui sont ajoutés à certains revêtements de sol PVC pour leur conférer de la souplesse. Ils sont souvent considérés comme des perturbateurs endocriniens sans distinction, mais en réalité il existe deux types de phtalates, aussi appelés ortho-phtalates. D’un côté, les phtalates de faible masse moléculaire à chaine courte qui ont été classés sous REACH (Règlement européen des produits chimiques) et dont certains sont maintenant identifiés perturbateurs endocriniens (DEHP,…), et de l’autre les phtalates de masse moléculaire élevée à chaine longue qui ont été plusieurs fois évalués de façon approfondie dans le cadre réglementaire et qui peuvent être utilisés sans restriction dans les applications telles que les revêtements de sol. Les premiers ont été progressivement substitués dans les sols PVC dès la fin des années 90, et ont été complètement abandonnés il y a plus de 15 ans au profit des seconds. Il existe également d’autres types de plastifiant et aujourd’hui, plus de 80 % des revêtements de sol en PVC des fabricants européens sont sans phtalates. Les consommateurs peuvent le vérifier s’ils le souhaitent, soit en consultant les outils de communication des fabricants, soit en leur en faisant la demande. Depuis avril 2024, ils peuvent également s’assurer que les produits sont sans perturbateurs endocriniens en consultant l’application Scan4Chem de l'INERIS (Institut National de l'Environnement Industriel et des Risques).

## Recyclage
Les revêtements de sol PVC sont intégralement recyclables. Les déchets de pose, sans colle, peuvent être recyclés dans de nouveaux revêtements de sol PVC. Les systèmes de collecte et de recyclage des fabricants (ReStart, Seconde vie, Tournesol,...) peuvent récupérer les déchets de pose des entreprises et distributeurs. Les déchets de dépose, eux, sont recyclés dans de nouvelles applications comme des cônes de signalisation ou des tuyaux flexibles. Depuis la mise en application de la REP produits et matériaux de construction du bâtiment, en mai 2023, la collecte et le recyclage des sols PVC est géré par des eco-organismes agréés et la reprise est gratuite pour le détenteur du déchet.